# 大曲ファミリースキー場
大曲ファミリースキー場は、秋田県大仙市にあるスキー場である。正式名称は大仙市営大曲スキー場。
レストランのある休憩所と、全長500m程のコース1本が整備されている。
1990年（平成2年）12月1日、「わくわくランド」と称す県立農業科学館や大仙市総合公園などを含むエリアの一角に開業。これは秋田自動車道 大曲IC開業の約半年前で、大曲田園都市総合環境整備事業プロジェクトとして、自治省のふるさとづくり特別対策事業を活用して整備されたものである。

## 施設
- 休憩ロッジ
  - レストラン（土・日・祝・正月期間のみ営業）
- ペアリフト

## アクセス
- JR大曲駅から車で約15分。
- E47 秋田自動車道 大曲ICから車で約5分。

駐車場: 278台 (無料)

## 周辺
- 秋田県立農業科学館
- 山の手温泉
- 大仙市営大曲球場
- 大仙市総合公園